# ريبيكا جونستون
ريبيكا جونستون هي لاعبة هوكي الجليد كندية، ولدت في 24 سبتمبر 1989 في Sudbury (federal electoral district) ‏ في كندا.

## وصلات خارجية
- ريبيكا جونستون على موقع دوري الهوكي الوطني (الإنجليزية)
- ريبيكا جونستون على موقع EliteProspects.com (الإنجليزية)
- ريبيكا جونستون على موقع اللجنة الأولمبية الدولية (الإنجليزية)
- ريبيكا جونستون على موقع أوليمبيديا (الإنجليزية)
- ريبيكا جونستون على موقع اللجنة الأولمبية الكندية (الإنجليزية)